# Depot von Zehren
Das Depot von Zehren (auch Hortfund von Zehren) ist ein Depotfund der frühbronzezeitlichen Aunjetitzer Kultur (2300–1550 v. Chr.) aus Zehren, einem Ortsteil von Diera-Zehren im Landkreis Meißen (Sachsen). Das Depot gelangte nach seiner Auffindung ins Landesmuseum für Vorgeschichte nach Dresden, ist aber heute verschollen.

## Fundgeschichte
Das Depot wurde 1858 gefunden. Zu den genauen Fundumständen liegen keine Angaben vor.

## Zusammensetzung
Das Depot war in einem Keramikgefäß niedergelegt worden, das nicht aufbewahrt wurde und über dessen genaue Form keine Informationen vorliegen. Das Gefäß enthielt drei Bronzegegenstände (zwei rundstabige Ösenhalsringe und einen schweren ovalen offenen Ring mit Querrippen an den Enden) sowie zwei Bernstein-Stücke.